# Siergiej Rudenko
Siergiej Igniatjewicz Rudenko (ros. Сергей Игнатьевич Руденко, ur. 7 października?/20 października 1904 w Koropie, zm. 10 lipca 1990 w Moskwie) – radziecki dowódca wojskowy narodowości ukraińskiej, marszałek lotnictwa, Bohater Związku Radzieckiego.

## Życiorys
Urodził się we wsi Korop w obwodzie czernihowskim w rodzinie ukraińskiej, jego ojciec był szewcem.
W 1923 wstąpił do Armii Czerwonej i rozpoczął naukę w 1 Wojskowej Szkole Pilotów, którą ukończył w 1927. Następnie został pilotem wojskowym. W 1932 ukończył Wojskową Akademię Lotniczą im. Żukowskiego, a w 1936 kurs operacyjny na tej akademii. Po ukończeniu Akademii Lotniczej był kolejno dowódcą: eskadry, pułku i brygady lotniczej.
W styczniu 1941 został dowódcą 31 Dywizji Lotniczej. Dowodząc tą dywizją brał udział w walkach na Froncie Zachodnim w czasie ataku Niemiec na ZSRR. Następnie został dowódcą lotnictwa 61 Armii. Kolejno pełnił funkcję zastępcy, a następnie dowódcy lotnictwa Frontu Kalinińskiego, zastępcy dowódcy lotnictwa Frontu Wołchowskiego. Później był dowódcą 1 i 7 Grupy Uderzeniowej Lotnictwa Odwodu Naczelnego Dowództwa.
W lipcu 1942 został zastępcą dowódcy lotnictwa Frontu Południowo-Zachodniego. W październiku 1942 został dowódcą 16 Armii Lotniczej, którą dowodził do zakończenia wojny.
W dniu 19 sierpnia 1944 został wyróżniony tytułem Bohatera Związku Radzieckiego, za umiejętne dowodzenie i bohaterstwo w trakcie dowodzenia podległymi jednostkami lotniczymi.
W latach 1948–1950 był dowódcą wojsk powietrznodesantowych ZSRR, a następnie szefem Sztabu Sił Powietrznych ZSRR, zajmując to stanowisko tylko kilka miesięcy. Jeszcze w tym samym roku został zastępcą dowódcy Sił Powietrznych ZSRR i równocześnie dowódcą Lotnictwa Dalekiego Zasięgu, funkcję tę pełnił do 1958. Został wtedy pierwszym zastępcą dowódcy Sił Powietrznych i funkcję tę pełnił do 1968.
W 1968 został komendantem Wojskowej Akademii Lotniczej im. Jurija Gagarina i pełnił ją do 1973. Od sierpnia 1973 w grupie generalnych inspektorów Ministerstwa Obrony ZSRR.
Napisał wspomnienia pt. Крылья Победы (wydanie polskie: Zwycięskie skrzydła wyd. MON 1980 ISBN 83-11-06404-0).
Mieszkał w Moskwie, gdzie zmarł w 1990. Pochowany został na cmentarzu Nowodziewiczym w Moskwie.

## Awanse
- generał major lotnictwa – 29 października 1941
- generał porucznik lotnictwa – 27 stycznia 1943
- generał pułkownik lotnictwa – 11 maja 1944
- marszałek lotnictwa – 11 marca 1955

## Ordery i odznaczenia
- Medal „Złota Gwiazda” Bohatera Związku Radzieckiego (19 sierpnia 1944)
- Order Lenina – sześciokrotnie
- Order Rewolucji Październikowej
- Order Czerwonego Sztandaru – czterokrotnie
- Order Suworowa I klasy – dwukrotnie
- Order Kutuzowa I klasy
- Order Suworowa II klasy
- Order Wojny Ojczyźnianej I klasy
- Order „Za służbę Ojczyźnie w Siłach Zbrojnych ZSRR” III stopień
- Medal „Za obronę Stalingradu”
- Medal „Za zdobycie Berlina”
- Order Virtuti Militari II Klasy (Polska - uchwała Rady Państwa z 19 grudnia 1968)
- Order Virtuti Militari IV Klasy (Polska - uchwała KRN z 24 kwietnia 1946)
- Order Krzyża Grunwaldu II Klasy (Polska - uchwała KRN z 24 kwietnia 1946)[1]